# Llangynwyd Middle
Llangynwyd Middle är en community i Storbritannien.   Den ligger i kommunen Bridgend och riksdelen Wales, i den södra delen av landet, 240 km väster om huvudstaden London.